# Tomislav Dujmović
Tomislav Dujmović (Zagreb, 26 februari 1981) is een Kroatisch voormalig voetballer.

## Clubcarrière
Dujmović was in zijn vaderland actief namens Dinamo Zagreb, Hrvatski Dragovoljac, NK Inter Zaprešić en NK Međimurje. In 2006 verkaste hij naar Rusland, waar hij ging spelen voor Amkar Perm. Na drie jaar vertrok hij naar Lokomotiv Moskou en vervolgens werd Dinamo Moskou zijn nieuwe club. Lokomotiv verhuurde hem aan Real Zaragoza en vervolgens aan Mordovia Saransk, voordat in 2013 RNK Split de nieuwe werkgever van de middenvelder werd. De Kroaat scoorde zijn eerste goal voor RNK Split op 23 februari 2014 tegen NK Zadar, waar de spelers van RNK Split het voor het eerst moesten spelen zonder voetbalcoach Stanko Mršić aan de leiding. Dujmović diende in juli 2014 een verzoek in bij de Kroatische voetbalbond om het contract met RNK Split te ontbinden. De Kroaat was ontevreden met onder andere de houding van RNK Split. Uiteindelijk lostte de voormalige middenvelder van Real Zaragoza alles op met de club. Begin december 2014 bood RNK Split aan Dujmović aan, om het contract te verbreken. Dujmović accepteerde dit en was sinds 8 december 2014 geen speler meer van RNK Split.

## Interlandcarrière
Dujmović debuteerde voor het Kroatisch voetbalelftal op 14 november 2009, toen er in Vinkovci met 5-0 werd gewonnen van Liechtenstein. De middenvelder begon op de bank en mocht van bondscoach Slaven Bilić in de tweede helft invallen voor Ognjen Vukojević. De andere debutanten tijdens dit duel waren Danijel Subašić (Hajduk Split), Gordon Schildenfeld (Sturm Graz) en Drago Gabrić (Trabzonspor). Dujmović werd tevens opgenomen in de selectie voor het EK van 2012, waar hij met Kroatië in de groepsfase werd uitgeschakeld.
| Interlands van Tomislav Dujmović voor Kroatië | Interlands van Tomislav Dujmović voor Kroatië | Interlands van Tomislav Dujmović voor Kroatië | Interlands van Tomislav Dujmović voor Kroatië | Interlands van Tomislav Dujmović voor Kroatië | Interlands van Tomislav Dujmović voor Kroatië | Interlands van Tomislav Dujmović voor Kroatië |
| №                                             | Datum                                         | Wedstrijd                                     | Uitslag                                       | Competitie                                    | Goals                                         | Assists                                       |
| Als speler bij Lokomotiv Moskou               | Als speler bij Lokomotiv Moskou               | Als speler bij Lokomotiv Moskou               | Als speler bij Lokomotiv Moskou               | Als speler bij Lokomotiv Moskou               | Als speler bij Lokomotiv Moskou               | Als speler bij Lokomotiv Moskou               |
| --------------------------------------------- | --------------------------------------------- | --------------------------------------------- | --------------------------------------------- | --------------------------------------------- | --------------------------------------------- | --------------------------------------------- |
| 1.                                            | 14 november 2009                              | Kroatië – Liechtenstein                       | 5 – 0                                         | Vriendschappelijk                             | 0                                             | 0                                             |
| 2.                                            | 3 maart 2010                                  | België – Kroatië                              | 0 – 1                                         | Vriendschappelijk                             | 0                                             | 0                                             |
| 3.                                            | 19 mei 2010                                   | Oostenrijk – Kroatië                          | 0 – 1                                         | Vriendschappelijk                             | 0                                             | 0                                             |
| 4.                                            | 23 mei 2010                                   | Kroatië – Wales                               | 2 – 0                                         | Vriendschappelijk                             | 0                                             | 0                                             |
| 5.                                            | 26 mei 2010                                   | Estland – Kroatië                             | 0 – 0                                         | Vriendschappelijk                             | 0                                             | 0                                             |
| 6.                                            | 11 augustus 2010                              | Slowakije – Kroatië                           | 1 – 1                                         | Vriendschappelijk                             | 0                                             | 0                                             |
| Als speler bij Dinamo Moskou                  |                                               |                                               |                                               |                                               |                                               |                                               |
| 7.                                            | 12 oktober 2010                               | Kroatië – Noorwegen                           | 2 – 1                                         | Vriendschappelijk                             | 0                                             | 0                                             |
| 8.                                            | 17 november 2010                              | Kroatië – Malta                               | 3 – 0                                         | EK-kwalificatie                               | 0                                             | 0                                             |
| 9.                                            | 9 februari 2011                               | Kroatië – Tsjechië                            | 4 – 2                                         | Vriendschappelijk                             | 0                                             | 1                                             |
| 10.                                           | 26 maart 2011                                 | Georgië – Kroatië                             | 1 – 0                                         | EK-kwalificatie                               | 0                                             | 0                                             |
| 11.                                           | 3 juni 2011                                   | Kroatië – Georgië                             | 2 – 1                                         | EK-kwalificatie                               | 0                                             | 1                                             |
| 12.                                           | 10 augustus 2011                              | Ierland – Kroatië                             | 0 – 0                                         | Vriendschappelijk                             | 0                                             | 0                                             |
| 13.                                           | 2 september 2011                              | Malta – Kroatië                               | 1 – 3                                         | EK-kwalificatie                               | 0                                             | 0                                             |
| 14.                                           | 6 september 2011                              | Kroatië – Israël                              | 3 – 1                                         | EK-kwalificatie                               | 0                                             | 0                                             |
| 15.                                           | 11 november 2011                              | Turkije – Kroatië                             | 0 – 3                                         | EK-kwalificatie                               | 0                                             | 0                                             |
| Als speler bij Real Zaragoza                  |                                               |                                               |                                               |                                               |                                               |                                               |
| 16.                                           | 29 februari 2012                              | Kroatië – Zweden                              | 1 – 3                                         | Vriendschappelijk                             | 0                                             | 0                                             |
| 17.                                           | 25 mei 2012                                   | Kroatië – Estland                             | 3 – 1                                         | Vriendschappelijk                             | 0                                             | 0                                             |
| 18.                                           | 2 juni 2012                                   | Noorwegen – Kroatië                           | 1 – 1                                         | Vriendschappelijk                             | 0                                             | 0                                             |
| 19.                                           | 10 juni 2012                                  | Kroatië – Ierland                             | 3 – 1                                         | EK 2012                                       | 0                                             | 0                                             |

Bijgewerkt t/m 21 januari 2016.